# Diócesis de Matagalpa
La diócesis de Matagalpa (en latín: Dioecesis Matagalpensis) es una circunscripción eclesiástica de la Iglesia católica en Nicaragua. Se trata de una diócesis latina, sufragánea de la arquidiócesis de Managua. Desde el 8 de marzo de 2011 su obispo es Rolando José Álvarez Lagos.

## Territorio y organización
La diócesis tiene 6804 km² y extiende su jurisdicción sobre los fieles católicos de rito latino residentes en el departamento de Matagalpa.
La sede de la diócesis se encuentra en la ciudad de Matagalpa, en donde se halla la Catedral de San Pedro.
En 2021 en la diócesis existían 28 parroquias.

## Historia
La diócesis fue erigida el 19 de diciembre de 1924 con la bula Animarum saluti del papa Pío XI, obteniendo el territorio de la arquidiócesis de Managua. La bula fue ejecutada por decreto del arzobispo de Managua, José Antonio Lezcano y Ortega, el 1 de agosto de 1925.
El 18 de junio de 1982 cedió una parte de su territorio para la erección de la prelatura territorial de Jinotega (hoy diócesis de Jinotega) mediante la bula Libenti quidem animo del papa Juan Pablo II.
El obispo Rolando José Álvarez Lagos, considerado opositor al gobierno de Daniel Ortega, fue condenado por un tribunal nicaragüense a 26 años de prisión con la acusación de ser un traidor a la patria y de haber conspirado para minar la integridad nacional.

## Estadísticas
Según el Anuario Pontificio 2022 la diócesis tenía a fines de 2021 un total de 615 685 fieles bautizados.
| Año                                                                             | Población            | Población | Población      | Sacerdotes | Sacerdotes    | Sacerdotes    | Bautizados por sacerdote | Diáconos permanentes | Religiosos | Religiosos | Parroquias |
| Año                                                                             | Bautizados católicos | Total     | % de católicos | Total      | Clero secular | Clero regular | Bautizados por sacerdote | Diáconos permanentes | Varones    | Mujeres    | Parroquias |
| ------------------------------------------------------------------------------- | -------------------- | --------- | -------------- | ---------- | ------------- | ------------- | ------------------------ | -------------------- | ---------- | ---------- | ---------- |
| 1949                                                                            | 239 500              | 240 000   | 99.8           | 11         | 11            |               | 21 772                   |                      |            | 17         | 14         |
| 1962                                                                            | 227 700              | 230 000   | 99.0           | 19         | 12            | 7             | 11 984                   |                      | 10         | 37         | 14         |
| 1970                                                                            | 268 000              | 280 000   | 95.7           | 17         | 9             | 8             | 15 764                   |                      | 12         | 56         | 15         |
| 1976                                                                            | 246 500              | 286 000   | 86.2           | 23         | 12            | 11            | 10 717                   |                      | 22         | 53         | 15         |
| 1980                                                                            | 274 350              | 325 500   | 84.3           | 23         | 12            | 11            | 11 928                   |                      | 24         | 46         | 17         |
| 1990                                                                            | 280 000              | 290 000   | 96.6           | 19         | 6             | 13            | 14 736                   |                      | 14         | 49         | 13         |
| 1999                                                                            | 310 000              | 325 000   | 95.4           | 23         | 14            | 9             | 13 478                   |                      | 12         | 72         | 13         |
| 2000                                                                            | 314 000              | 330 000   | 95.2           | 19         | 10            | 9             | 16 526                   |                      | 12         | 52         | 14         |
| 2001                                                                            | 480 000              | 500 000   | 96.0           | 24         | 12            | 12            | 20 000                   |                      | 16         | 70         | 14         |
| 2003                                                                            | 480 000              | 500 000   | 96.0           | 28         | 16            | 12            | 17 142                   |                      | 16         | 75         | 15         |
| 2004                                                                            | 480 000              | 500 000   | 96.0           | 27         | 16            | 11            | 17 777                   |                      | 15         | 55         | 15         |
| 2013                                                                            | 558 000              | 582 000   | 95.9           | 41         | 29            | 12            | 13 609                   |                      | 17         | 62         | 25         |
| 2016                                                                            | 586 000              | 611 000   | 95.9           | 47         | 33            | 14            | 12 468                   |                      | 15         | 70         | 27         |
| 2019                                                                            | 603 360              | 629 900   | 95.8           | 51         | 37            | 14            | 11 830                   |                      | 14         | 90         | 28         |
| 2021                                                                            | 615 685              | 643 000   | 95.8           | 55         | 41            | 14            | 11 194                   |                      | 14         | 76         | 28         |
| Fuente: Catholic-Hierarchy, que a su vez toma los datos del Anuario Pontificio. |                      |           |                |            |               |               |                          |                      |            |            |            |

## Episcopologio
- Isidro Carrillo y Salazar † (24 de diciembre de 1924-16 de abril de 1931 falleció)
- Vicente Alejandro González y Robleto † (29 de enero de 1932-9 de abril de 1938 nombrado arzobispo coadjutor de Managua[nota 1])
- Isidro Augusto Oviedo y Reyes † (11 de diciembre de 1939-17 de noviembre de 1946 nombrado obispo de León en Nicaragua)
- Octavio José Calderón y Padilla † (13 de junio de 1946-22 de junio de 1970 renunció[nota 2])
- Julián Luis Barni Spotti, O.F.M. † (22 de junio de 1970-18 de junio de 1982 nombrado obispo de León en Nicaragua)
- Carlos José Santi Brugia, O.F.M. † (18 de junio de 1982-15 de mayo de 1991 falleció)
- Leopoldo José Brenes Solórzano (2 de noviembre de 1991-1 de abril de 2005 nombrado arzobispo de Managua)
- Jorge Solórzano Pérez (15 de octubre de 2005-11 de marzo de 2010 nombrado obispo de Granada)
- Rolando José Álvarez Lagos, desde el 8 de marzo de 2011